# SS L'Atlantique
O SS L'Atlantique foi um navio de passageiros francês operado pela Compagnie de Navigation Sud Atlantique (uma subsidiária da Compagnie Générale Transatlantique) e construído pelos estaleiros da Chantiers de Penhoët em Saint-Nazaire. Ele operou entre a Europa e América do Sul até ser destruído intempestivamente pelo fogo em 1933.

## História
A quilha do L'Atlantique foi colocada em 28 de novembro de 1928 nos estaleiros da Chantiers de Penhoët em Saint-Nazaire, França. Ele foi lançado ao mar em 15 de abril de 1930 e fez sua viagem inaugural entre 29 de setembro e 31 de outubro do mesmo ano. Em 1932, suas chaminés foram aumentadas para 16.5 pés (5.0 m).

## Incêndio e desmantelamento
No início de janeiro de 1933, enquanto navegava entre Bordéus e Le Havre afim de passar por uma remodelação, a embarcação pegou fogo a cerca de 25 milhas (40 km) da Ilha de Guernsey. Acredita-se que o incêndio tenha se iniciado em uma cabine de primeira classe, sendo descoberto pela tripulação do L'Atlantique por volta das 03h30min da manhã. O fogo se espalhou rapidamente, e no início da manhã, o capitão do navio, Rene Schoofs, ordenou para que todos os 200 tripulantes abandonassem o navio. Quatro cargueiros responderam ao chamado de socorro do L'Atlantique, um dos quais, o SS Achilles, resgatou toda a tripulação. Durante a tarde, o L'Atlantique começou a adernar para bombordo, e em 5 de janeiro, o Ministério da Marinha francesa emitiu uma declaração afirmando que o navio foi considerado perda total.
A embarcação foi posteriormente rebocada para Cherbourg, onde o incêndio foi extinto no dia 8 de janeiro, permanecendo ancorado enquanto seus proprietários e seguradoras discutiam seu destino final, resultando no pagamento de US $ 6,8 milhões à Compagnie de Navigation Sud Atlantique pela perda. Em fevereiro de 1936, ele foi vendido por sucata e desmantelado pela empresa Smith & Houston em Port Glasgow.

## Características
O L'Atlantique pesava entre 40.000 e 42.500 toneladas brutas e tinha 733 pés (223 m) de comprimento. Ele era alimentado por quatro motores a vapor de expansão tripla, com um total de 45.000 cavalos de potência, dando-lhe uma velocidade de 21 nós (39 km/h). Ele poderia transportar até 1.238 passageiros: 488 na primeira classe, 88 na segunda classe e 662 na terceira classe.

### Interior

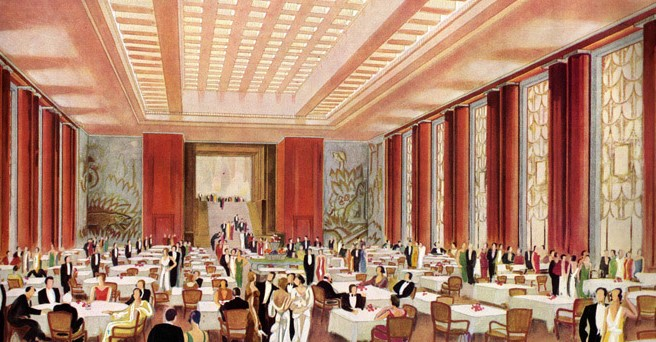
Sala de jantar da primeira classe

O L'Atlantique foi construído com um grande interior em Art déco. Suas decorações foram em grande parte feitas de vidro, mármore e vários tipos de madeiras, tornando-se uma atmosfera mais subjugada do que em outros navios da Compagnie Générale Transatlantique, como o SS Île de France. O mobiliário interior foi desenhado por Albert Besnard e Pierre Patout et Messieurs Raguenet et Maillard.